# Deirdre Demet-Barry
Deirdre Demet-Barry, coneguda com a Dede Barry (Milwaukee, Wisconsin, 8 d'octubre de 1972) és una ciclista nord-americana que era especialista en les proves contrarellotge. Medallista olímpica als Jocs Olímpics d'Atenes, també ha aconseguit diverses medalles als campionats mundials i nacionals.
Està casada amb el també ciclista Michael Barry i des del 2002 viuen a Girona.

## Palmarès
- 1989
  -  Campiona del món júnior en ruta
  -  Campiona dels Estats Units junior en ruta
  -  Campiona dels Estats Units junior en contrarellotge
- 1991
  - 1a a la Natural State Stage Race
  - Vencedora d'una etapa a la Women's Challenge
- 1994
  - 1a a la Killington Stage Race
  - Vencedora d'una etapa a la Women's Challenge
- 1995
  - Medalla d'or als Jocs Panamericans en contrarellotge individual
  - 1a a la Women's Challenge i vencedora de 2 etapes
  - Vencedora de 2 etapes al Tour de l'Aude
- 1996
  -  Campiona dels Estats Units en ruta
- 1997
  - 1a al GP femení del Canadà
  - 1a al Tour de Toona
  - Vencedora d'una etapa a la Redlands Bicycle Classic
  - Vencedora d'una etapa al Tour ciclista femení
- 1998
  - 1a al USA Cycling National Racing Calendar
  - 1a a la Sydney World Cup
  - 1a al Tour de Snowy
- 1999
  - Vencedora d'una etapa a la Redlands Bicycle Classic
- 2002
  - 1a a la Copa del món ciclista femenina de Mont-real
- 2003
  - Vencedora d'una etapa al Giro de Toscana-Memorial Michela Fanini
- 2004
  -  Medalla de plata als Jocs Olímpics d'Atenes en Contrarellotge individual
  - 1a al Sparkassen Giro Bochum
  - Vencedora de 2 etapes al Tour de l'Aude